# Списък с епизоди на „Тайните на Гравити Фолс“
Това е списъкът с епизоди на анимационния сериал „Тайните на Гравити Фолс“ с оригиналните дати на излъчване в САЩ и България.

## Сезон 1: 2012 – 2013
| № | #  | Заглавие                                                     | Режисура                  | Сценарий                                                                                       | Първо излъчване                                      | Първо излъчване в България                                    | Рейтинг (в милиони) |
| --- | -- | ------------------------------------------------------------ | ------------------------- | ---------------------------------------------------------------------------------------------- | ---------------------------------------------------- | ------------------------------------------------------------- | ------------------- |
| 1 | 1  | Капан за туристи ("Tourist Trapped")                         | John Aoshima              | Alex Hirsch                                                                                    | 15 юни 2012 г. (рекламно) 29 юли 2012 г. (официално) | 10 октомври 2012 г.(рекламно) 20 октомври 2012 г. (официално) | Неизвестно          |
| Веднага щом пристигнат Мейбъл започва да си дири гадже. Преди да успее обаче Дипър открива в гората, докато кове фалшивите табели на чичо Стан таен дневник. На корицата му са изобразени 6 пръста. Върху пръстите пише „3“. Явно това е трета част от някакъв роман или книга. Дипър отваря книгата и разбира за тайните на Гравити Фолс. След това се връща в шатрата, където за негова изненада Мейбъл му съобщава, че си е намерила гадже. Когато то идва, за да вземе Мейбъл, Дипър веднага започва да се съмнява, че е човек. След дълго разследване все още не може да потвърди теорията си, че Норман е зомби. Мейбъл и гаджето ѝ отиват в гората, където Норман разкрива, че е просто купчина гноми. Те отвличат Мейбъл, но Дипър я спасява. Малките създания ги преследват до шатрата, където близнаците успяват да ги изгонят. По време на преследването Дипър си губи шапката, затова когато Стан им казва да си вземат един от сувенирите безплатно, той си взема нова шапка. Мейбъл избира абордажна кука. Епизодът свършва със Станфорд, който влиза в някакво помещение зад машината за закуски.                                                                                         |    |                                                              |                           |                                                                                                |                                                      |                                                               |                     |
| 2 | 2  | Легендата за Плюскалото ("Legend of the Gobblewonker")       | John Aoshima              | Michael Rianda & Alex Hirsch                                                                   | 29 юни 2012 г.                                       | 10 ноември 2012 г.                                            | Неизвестно          |
| Стан решава да заведе близнаците на риболовния сезон на езерото край Гравити Фолс. Децата не са много ентусиазирани. За тяхно щастие се появява старият МакГъкет, който крещи, че Плюскалото е истинско и е потрошило лодката му, а после е офейкало на Островът на Клюките. Суз идва със своята лодка. Близнаците Пайнс предпочитат да отидат да намерят легендарното чудовище, отколкото да стоят и да вързат червеи със Стан. На островът откриват Плюскалото и след като ги е подгонило, се заклещва в една пещера зад водопад, където Дипър, Мейбъл и Суз откриват, че лудият дядка е направил чудовището, за да привлече вниманието на сина си към него. Тогава близнаците разбират, че трябва да се върнат при чичо си Стан. Ние откриваме, че Плюскалото е истинско, след като камерата на Пайнс пада в езерото. |    |                                                              |                           |                                                                                                |                                                      |                                                               |                     |
| 3 | 3  | Ловци на глави ("Headhunters")                               | John Aoshima              | Aury Wallington & Alex Hirsch                                                                  | 30 юни 2012 г.                                       | 17 ноември 2012 г.                                            | Неизвестно          |
| Докато почиства хижата, Суз открива тайна стая, в която има восъчни фигури на известни личности, например Лари Кинг, Шерлок Холмс... Оказва се, че са били част от восъчен музей и понеже не потръгнало, Стан ги прибрал в това помещение. Неговата любима восъчна фигура (на Ейбрахам Линкълн) е била разтопена от слънчевите лъчи, които влизат през прозореца. Мейбъл започва работа по нова фигура, която е пълно копие на чичо Стан! След няколко дни е намерена без глава. Близнаците започват разследване, н о точно когато според тях са разрешили случая, убийците се оказват... восъчните фигури, над които има проклятие да се съживяват през даден момент от денонощието! Дипър и Мейбъл ги побеждават, но главата на Лари Кинг остава във вентилационните шахти... |    |                                                              |                           |                                                                                                |                                                      |                                                               |                     |
| 4 | 4  | Малкия Гидеон ("The Hand That Rocks the Mabel")              | John Aoshima              | Zach Paez & Alex Hirsch                                                                        | 6 юли 2012 г.                                        | 24 ноември 2012 г.                                            | Неизвестно          |
| Цял Гравити Фолс е полудял заради някакво „мистериозно“ хлапе на име „Гидеон“ или както му викат „Малкия Гидеон“. След своята първа изява той харесва Мейбъл, както и тя него. Но отношенията им стават други, след като Гидеон се влюбва в нея, а тя иска да са само приятели. Накрая тя моли Дипър да му откаже вместо него, но това предизвиква гнева на подлия Гидеон и той намразва цялото семейство Пайнс. А познайте какво има той: Книга 2 с тайни за Гравити Фолс! |    |                                                              |                           |                                                                                                |                                                      |                                                               |                     |
| 5 | 5  | Неудобните ("The Inconveniencing")                           | Aaron Springer & Joe Pitt | Michael Rianda & Alex Hirsch                                                                   | 13 юли 2012 г.                                       | 1 декември 2012 г.                                            | Неизвестно          |
| Дипър харесва Уенди – тийнейджърка, която работи в магазина за подаръци на Мистериозната Шатра. Той иска да прекара повече време с нея, затова един ден, когато Уенди тъкмо щяла да излиза с приятелите си, той иска да дойде с тях. Уенди се съгласява. С Дипър идва и Мейбъл, понеже близнакът и я въвлякъл в плана си. Приятелите на Уенди – Томпсън, Лий, Нейт, Тамбри и Роби, Уенди и близнаците отиват в прокълнатия магазин „От здрач до зори“. По-късно всеки от тях (без Мейбъл, Дипър, Роби и Уенди) попада в беда. Дипър разбира, че всичко това е дело на духовете на починалите от инфаркт собственици на магазина, които не понасяли тийнейджъри (именно заради тях те получили инфаркт). Момчето успява да ги усмири, като танцува „Танцът на агнето“. Уенди разбира, че Дипър я е излъгал, че е тийнейджър, но не му се сърди. Тийнейджърите се прибират. През това време Стан гледа сериал и най-накрая хвърля телевизора през прозореца, за учудване на прибиращите се близнаци. |    |                                                              |                           |                                                                                                |                                                      |                                                               |                     |
| 6 | 6  | Дипър в битка срещу Мъжествеността ("Dipper vs. Manliness")  | Aaron Springer & Joe Pitt | Tim McKeon                                                                                     | 20 юли 2012 г.                                       | 15 декември 2012 г.                                           | Неизвестно          |
| Дипър винаги е вземан за подбив от Стан и Мейбъл, понеже не е много силен. Той е толкова отчаян след поредната им подигравка, че отива в гората. Там среща мъжотаврите, които сами се описват као „Получовек, полу-тавър“. Те му помагат да възмъжее, но може ли Дипър да изпълни трудната и несправедлива задача на Водачаря? Диппер хочет блинчиков. |    |                                                              |                           |                                                                                                |                                                      |                                                               |                     |
| 7 | 7  | Дипър и клонингите ("Double Dipper")                         | Aaron Springer & Joe Pitt | Сюжет: Mitch Larson Пиеса написана за телевизията от: Michael Rianda, Tim McKeon & Alex Hirsch | 10 август 2012 г.                                    | 21 декември 2012 г.                                           | Неизвестно          |
| |    |                                                              |                           |                                                                                                |                                                      |                                                               |                     |
| 8 | 8  | Ирационалното съкровище ("Irrational Treasure")              | John Aoshima              | Сюжет: David Slack Пиеса написана за телевизията от: Tim McKeon & Alex Hirsch                  | 17 август 2012 г.                                    | 29 декември 2012 г.                                           | Неизвестно          |
| |    |                                                              |                           |                                                                                                |                                                      |                                                               |                     |
| 9 | 9  | Прасето на пътуващия във времето ("The Time Traveler's Pig") | Aaron Springer & Joe Pitt | Aury Wallington & Alex Hirsch                                                                  | 24 август 2012 г.                                    | 9 февруари 2013 г.                                            | Неизвестно          |
| В Мистериозната шатра не работи само Стан. Той си има двама работници: чистачът Суз и касиерката Уенди, по която Дипър си пада. Той се възползва от карнавала, който организира чичо му Стан, за да я впечатли. Уенди не е харесвана само от Дипър. Лошото е, че тя е на 15, а той на 12. А другия ѝ обожател е колкото нея на възраст. „Роби“ е намусен и отвратителен младеж и се държи зле с Дипър, но когато дойде Уенди... Та, Дипър използва карнавала, за да впечатли Уенди. Но всичко се обърква, когато тя поисква някаква плюшена играчка от неопределен вид. Дипър не улучва наредените чаши, а улучва накриво. Топката се връща и удря Уендипо окото. Тогава „мистър Роби“, който това и чака идва и ѝ дава сладолед. И така те стават гаджета. През това време Мейбъл печели прасе и го кръщава Тромчо. Обиква го повече от себе си и е готова на всичко за него. Двамата с Дипър откриват машина на времето, собственост на Блендин Бландин, който е от бъдещето и работата му е да оправя времеви аномалии. Връщат се няколко пъти в 12:00, за да може Дипър и Уенди да станат гаджета. Но не става. Сетне Дипър открива един начин и успява, но това пречи на Мейбъл да си вземе Тромчо. |    |                                                              |                           |                                                                                                |                                                      |                                                               |                     |
| 10 | 10 | Бойни борци ("Fight Fighters")                               | John Aoshima              | Zach Paez & Alex Hirsch                                                                        | 14 септември 2012 г.                                 | 23 февруари 2013 г.                                           | Неизвестно          |
| |    |                                                              |                           |                                                                                                |                                                      |                                                               |                     |
| 11 | 11 | Малкият Дипър ("Little Dipper")                              | Aaron Springer & Joe Pitt | Tim McKeon, Zach Paez & Alex Hirsch                                                            | 28 септември 2012 г.                                 | 22 юни 2013 г.                                                | Неизвестно          |
| |    |                                                              |                           |                                                                                                |                                                      |                                                               |                     |
| 12 | 12 | Лятоин ("Summerween")                                        | John Aoshima              | Zach Paez, Alex Hirsch & Michael Rianda                                                        | 5 октомври 2012 г.                                   | 15 юни 2013 г.                                                | Неизвестно          |
| |    |                                                              |                           |                                                                                                |                                                      |                                                               |                     |
| 13 | 13 | Шефът Мейбъл ("Boss Mabel")                                  | John Aoshima              | Сюжет: Tommy Reahard Пиеса написана за телевизията от:: Tim McKeon & Alex Hirsch               | 15 февруари 2013 г.                                  | 5 октомври 2013 г.                                            | Неизвестно          |
| |    |                                                              |                           |                                                                                                |                                                      |                                                               |                     |
| 14 | 14 | Бездънната яма ("Bottomless Pit!")                           | Aaron Springer & Joe Pitt | Alex Hirsch & Michael Rianda                                                                   | 1 март 2013 г.                                       | 12 октомври 2013 г.                                           | Неизвестно          |
| |    |                                                              |                           |                                                                                                |                                                      |                                                               |                     |
| 15 | 15 | Дълбокия Край ("The Deep End")                               | Aaron Springer & Joe Pitt | Nancy Cohen                                                                                    | 15 март 2013 г.                                      | 19 октомври 2013 г.                                           | Неизвестно          |
| |    |                                                              |                           |                                                                                                |                                                      |                                                               |                     |
| 16 | 16 | Килима ("Carpet Diem")                                       | Joe Pitt                  | Tim McKeon, Zach Paez & Alex Hirsch                                                            | 5 април 2013 г.                                      | 26 октомври 2013 г.                                           | Неизвестно          |
| |    |                                                              |                           |                                                                                                |                                                      |                                                               |                     |
| 17 | 17 | Луда по момчета ("Boyz Crazy")                               | John Aoshima              | Matt Chapman & Alex Hirsch                                                                     | 10 април 2013 г.                                     | 2 ноември 2013 г.                                             | Неизвестно          |
| |    |                                                              |                           |                                                                                                |                                                      |                                                               |                     |
| 18 | 18 | Земята преди смолата ("The Land Before Swine")               | John Aoshima              | Tim McKeon & Alex Hirsch                                                                       | 28 юни 2013 г.                                       | 9 ноември 2013 г.                                             | Неизвестно          |
| Мейбъл прави една от най-глупавите си постъпки и дава грижите за Тромчо на чичо си Стан. Това обаче не е добро решение, защото след това Тромчо е отвлечен от птеродактил. Добре, че чудовището оставя диря и така стигат до някаква сграда. Под нея има тайно подземие, където са оцелели динозаври (замразени в смола). Мейбъл разбира, че Стан я е излъгал, че е пазил Тромчо. Тя се ядосва на Стан и не му проговорва, докато не го вижда как спасява любимото и прасе. |    |                                                              |                           |                                                                                                |                                                      |                                                               |                     |
| 19 | 19 | Обикалящите по сънищата ("Dreamscaperers")                   | Joe Pitt & John Aoshima   | Tim McKeon, Matt Chapman & Alex Hirsch                                                         | 12 юли 2013 г.                                       | 16 ноември 2013 г.                                            | Неизвестно          |
| |    |                                                              |                           |                                                                                                |                                                      |                                                               |                     |
| 20 | 20 | Гидеон се издига ("Gideon Rises")                            | Joe Pitt & John Aoshima   | Matt Chapman, Alex Hirsch & Michael Rianda                                                     | 2 август 2013 г.                                     | 23 ноември 2013 г.                                            | Неизвестно          |
| След като Бил не успява да открадне шифъра за сейфа на Стан, Гидеон използва динамит и се сдобива с нотариалния акт на Мистериозната шатра. Без никаква възможност да си върнат хижата, семейство Пайнс се пренася у Суз. Там, както се досещате, не е като в шатрата. Отчаян, Стан решава да изпрати близнаците обратно в дома им. Те обаче не успяват, тъй като жаждата за власт на Гидеон го изпраща при тях, заради мисълта, че имат дневник №1. За да спаси себе си и сестра си, Дипър се бори с Гидеон в неговия робот. В боя обаче машината се сгромолясва, но куката на Мейбъл спасява близнаците. Гидеон веднага обвинява Дипър и сестра му. Тъкмо да ги арестуват, и Стан се появява. Разкрива на жителите на Гравити Фолс, че „медиумът“ ги е шпионирал чрез значки с облика му. Измамникът е изпратен в затвора, а семейство Пайнс си връща Мистериозната шатра. |    |                                                              |                           |                                                                                                |                                                      |                                                               |                     |

## Сезон 2: 2014 – 2015
| № | #  | Заглавие                                                                  | Режисура              | Сценарий                                                              | Първо излъчване      | Първо излъчване в България | Рейтинг (в милиони) |
| --- | -- | ------------------------------------------------------------------------- | --------------------- | --------------------------------------------------------------------- | -------------------- | -------------------------- | ------------------- |
| 21 | 1  | Страшно-оке ("Scary-oke")                                                 | Rob Renzetti          | Jeff Rowe, Matt Chapman & Alex Hirsch                                 | 1 август 2014 г.     | 13 декември 2014 г.        | 2.37                |
| |    |                                                                           |                       |                                                                       |                      |                            |                     |
| 22 | 2  | В бункерът ("Into the Bunker")                                            | Joe Pitt              | Matt Chapman & Alex Hirsch                                            | 4 август 2014 г.     | 20 декември 2014 г.        | 0.94                |
| Дипър, Уенди, Мейбъл и Сус отиват в бункера на автора. Мейбъл вижда бележка на Дипър за Уенди и ги заключва. Те намират чодовище но един човек го побеждава. Той се представи за автора на дневника. Но той се оказва чудовище. Дипър и др. се опитват да вземат дневника от чудовището, но то се превръща в Уенди. Дипър не знае коя е Уенди и те му дават знак, и той разбира и наръгва чодовището. Мейбъл задейства машина която замразява чудовището. Уенди разбира, че Дипър я харесва и му казва, че е голяма за него. Сус открива компютъра на авторът. |    |                                                                           |                       |                                                                       |                      |                            |                     |
| 23 | 3  | Голф войната ("The Golf War")                                             | Matt Braly            | Jeff Rowe & Alex Hirsch                                               | 11 август 2014 г.    | 27 декември 2014 г.        | 1.27                |
| Дипър, Мейбъл, Сус и Стан решават да отидат на мини голф. Там Мейбъл среща нейния враг Пацифика Нортлест и я предизвиква на „голф война“ и губи, но иска реванш и с Пацифика се разбират да се срещнат в 00:00 часа. Мейбъл и Дипър отиват предварително за да се упражняват и срещат малки хора разделени на племена. Всяко едно племе помага на Мейбъл да спечели битката защото тя им е обещала стикер на който има нарисуван трофей, но после те се обединяват за да вземат стикера като разпорят стомаха на Мейбъл. Така Близнаците и Пацифика се обединяват за да избягат от малките хора. |    |                                                                           |                       |                                                                       |                      |                            |                     |
| 24 | 4  | Чорапена опера ("Sock Opera")                                             | Matt Braly & Joe Pitt | Shion Takeuchi & Alex Hirsch                                          | 6 юли 2012 г.        | 24 ноември 2012 г.         | 0.87                |
| Дипър и Мейбъл отиват в библиотеката за да дешифрират паролата на лаптопа който Сус намери в бункера. Там Мейбъл вижда професионален кукловод на име Гейб и се влюбва в него. Тя му казва, че е тя също е кукловод е той и отговаря, че иска да види нейно шоу. Тогава тя моли Дипър да и помогне. Той се съгласява и се опитва да дешифрира паролата в същото време. Вечерта докато Дипър продължава да дешифрира паролата се пита „Кой може да знае паролата“ тогава се появява Бил Шифър предлага на Дипър да му я каже, но с услуга в замяна, Но дипър отказава. По-късно на лаптопа се изписва, че има има право на 2 минути иначе всичко ще се изтрие. Тогава се появява Бил и пак му предлага офертата. Когато Дипър го попитал какво иска, а той му отвърнал, че иска кукла и тогава Дипър се съгласява, а Бил му казва, че иска той да му е кукла. Тогава той чупи лаптопа и тръгва за да унищожи дневника. В края Мейбъл побеждава Бипър (Бил в тялото на Дипър) и унищожава цялата сграда като разочарова Гейб. |    |                                                                           |                       |                                                                       |                      |                            |                     |
| 25 | 5  | Сус и истинското момиче ("Soos and the Real Girl")                        | Matt Braly            | Mark Rizzo & Alex Hirsch                                              | 22 септември 2014 г. | 10 януари 2015 г.          | 0.84                |
| Сус получава покана от своя братовчед Реджи за неговата сватба и баба му му предлага да си намери приятелка и да отиде на сватбата. След като съобщава на Дипър, Мейбъл и Стан новината те го водят в мола за да си намери момиче, а Стан за да намери място къде да изхвърли Голди (статуята на миньор). Пред кофата за боклук той вижда много деца да влизат в ресторант за пица с роботи. Междувременно, Сус и близнаците седят пред магазина за видео игри Сус вижда братофчет си Реджи, паникьосва се и влиза в магазина за видео игри и вижда една игра на име „Романтична Академия 7“ Когато той включва играта на екрана му излиза едно момиче на име Гифани. След дни игране Дипър и Мейбъл отиват да изкарат Сус от къщата си и го водят в мола и се качва в едно влакче, там той среща Мелъни и си орежда среща в ресторанта за пица с роботи, Гифани разбира и се вселява в единия от роботите и се опитва да унищожи тези които и пречат. Накрая Сус хвърля диска на Гифани и така тя загива.                 |    |                                                                           |                       |                                                                       |                      |                            |                     |
| 26 | 6  | Малкия магазин за подаръци на ужасите ("Little Gift Shop of Horrors")     | Stephen Sandoval      | Shion Takeuchi, Matt Chapman & Alex Hirsch                            | 4 октомври 2014 г.   | 17 януари 2015 г.          | 2.31                |
| Един човек се изгубва и отива в мистериозната шатра. Там Стан му разказва 3 истории. За как Стан е без ръце, как Тромчо говори, и за глинени чодовища. Но човека не иска да си купи нищо и Стан му дава отвара и той припада. Така човека става експонат в мистериозната шатра. |    |                                                                           |                       |                                                                       |                      |                            |                     |
| 27 | 7  | Обществото на Сляпото Око ("Society of the Blind Eye")                    | Sunil Hall            | Matt Chapman & Alex Hirsch                                            | 27 октомври 2014 г.  | 24 януари 2015 г.          | 1.07                |
| |    |                                                                           |                       |                                                                       |                      |                            |                     |
| 28 | 8  | Играта на Блендин ("Blendin's Game")                                      | Matt Braly            | Jeff Rowe & Alex Hirsch                                               | 10 ноември 2014 г.   | 18 април 2015 г.           | 0.78                |
| |    |                                                                           |                       |                                                                       |                      |                            |                     |
| 29 | 9  | Богът на любовта ("The Love God")                                         | Sunil Hall            | Josh Weinstein & Alex Hirsch                                          | 26 ноември 2014 г.   | 25 април 2015 г.           | 0.82                |
| |    |                                                                           |                       |                                                                       |                      |                            |                     |
| 30 | 10 | Мистерията в имението на Нортуест ("Northwest Mansion Mystery")           | Matt Braly            | Mark Rizzo, Jeff Rowe & Alex Hirsch                                   | 16 февруари 2015 г.  | 2 май 2015 г.              | 1.17                |
| |    |                                                                           |                       |                                                                       |                      |                            |                     |
| 31 | 11 | Не е такъв, какъвто изглежда ("Not What He Seems")                        | Stephen Sandoval      | Shion Takeuchi, Josh Weinstein, Jeff Rowe, Matt Chapman & Alex Hirsch | 9 март 2015 г.       | 9 май 2015 г.              | 2.06                |
| |    |                                                                           |                       |                                                                       |                      |                            |                     |
| 32 | 12 | История за двама Становци ("A Tale Of Two Stans")                         | Неизвестно            | Неизвестно                                                            | 13 юли 2015 г.       | 13 юли 2015 г.             | Неизвестно          |
| |    |                                                                           |                       |                                                                       |                      |                            |                     |
| 33 | 13 | Подземия, подземия и още подземия ("Dungeons, Dungeons, & More Dungeons") | Неизвестно            | Неизвестно                                                            | 3 август 2015 г.     | 3 август 2015 г.           | Неизвестно          |
| |    |                                                                           |                       |                                                                       |                      |                            |                     |
| 34 | 14 | Станджурският кандидат ("The Stanchurian Candidate")                      | Неизвестно            | Неизвестно                                                            | 24 август 2015 г.    | 24 август 2015 г.          | Неизвестно          |
| |    |                                                                           |                       |                                                                       |                      |                            |                     |

## Къси Епизоди (Shorts) 2013 – 2014

### Пътеводителя на Дипър към необяснимото (Dipper's Guide to the Unexplained)
| Номер | Заглавие                             | Първо излъчване в САЩ | Първо излъчване в България |
| ----- | ------------------------------------ | --------------------- | -------------------------- |
| 1     | Бонбон Чудовище (Candy Monster)      | 14 октомври 2013 г.,  | Излъчен                    |
| 2     | Татуировката на Стан (Stan's Tattoo) | 14 октомври 2013 г.,  | Излъчен                    |
| 3     | Пощенска кутия (Mailbox)             | 15 октомври 2013 г.,  | Излъчен                    |
| 4     | Лявчо (Lefty)                        | 16 октомври 2013 г.,  | Излъчен                    |
| 5     | Зъб (Tooth)                          | 17 октомври 2013 г.,  | Излъчен                    |
| 6     | Дебнещият-отзад (The Hide Behind)    | 18 октомври 2013 г.,  | Излъчен                    |

### Пътеводителя на Мейбъл към живота (Mabel's Guide to Life)
| Номер | Заглавие                                                         | Първо излъчване в САЩ | Първо излъчване в България |
| ----- | ---------------------------------------------------------------- | --------------------- | -------------------------- |
| 1     | Пътеводителя на Мейбъл към Срещите (Mabel's Guide to Dating)     | 3 февруари 2014 г.,   | Излъчен                    |
| 2     | Пътеводителя на Мейбъл към Стикерите (Mabel's Guide to Stickers) | 4 февруари 2014 г.,   | Излъчен                    |
| 3     | Пътеводителя на Мейбъл към Модата (Mabel's Guide to Fashion)     | 5 февруари 2014 г.,   | Излъчен                    |
| 4     | Пътеводителя на Мейбъл към Цветовете (Mabel's Guide to Colors)   | 6 февруари 2014 г.,   | Излъчен                    |
| 5     | Пътеводителя на Мейбъл към Изкуството (Mabel's Guide to Art)     | 7 февруари 2014 г.,   | Излъчен                    |

### Поправете го със Сус (Fixin' It with Soos)
| Номер | Заглавие                           | Първо излъчване в САЩ | Първо излъчване в България |
| ----- | ---------------------------------- | --------------------- | -------------------------- |
| 1     | Голф кола (Golf Cart)              | 21 април 2014 г.      | 3 август 2014 г.           |
| 2     | Часовник с куковица (Cuckoo Clock) | 22 Април 2014 г.      | 4 август 2014 г.           |

### ТВ Епизоди (TV Shorts)
| Номер | Заглавие                  | Първо излъчване в САЩ | Първо излъчване в България |
| ----- | ------------------------- | --------------------- | -------------------------- |
| 1     | ТВ Епизод 1 (TV Shorts 1) | 23 април 2014 г.      | 5 август 2014 г.           |
| 2     | ТВ Епизод 2 (TV Shorts 2) | 24 април 2014 г.      | 8 август 2014 г.           |

### Албумът на Мейбъл с Изрезки (Mabel's Scrapbook)
| Номер | Заглавие                | Първо излъчване в САЩ | Първо излъчване в България |
| ----- | ----------------------- | --------------------- | -------------------------- |
| 1     | Обир Филм (Heist Movie) | 2 юни 2014 г.         | 1 август 2014 г.           |
| 2     | Зоопарка (Petting Zoo)  | 2 юни 2014 г.         | 2 август 2014 г.           |